# Franco Mandelli
Franco Mandelli (Bergamo, 12 maggio 1931 – Roma, 15 luglio 2018) è stato un ematologo italiano, presidente del GIMEMA (Gruppo Italiano Malattie Ematologiche dell'Adulto) e dell'AIL (Associazione italiana contro le leucemie-linfomi e mieloma).
La sua attività clinica e di ricerca è stata incentrata sulla cura delle leucemie e dei linfomi. In particolare si è occupato del linfoma di Hodgkin e delle leucemie acute, soprattutto delle forme promielocitiche, con protocolli utilizzati in tutto il mondo.

## Biografia
Nato a Bergamo da padre ingegnere e madre insegnante, decide di non seguire la tradizione di famiglia per studiare medicina.
Laureatosi in medicina e chirurgia il 16 luglio 1955 con il massimo dei voti e la lode presso l'Università Statale di Milano, si dedica allo studio dei tumori del sangue dopo essersi specializzato in medicina interna a Parma, sotto la guida del professor Pierfrancesco Ottaviani, ed essersi trasferito a Roma al policlinico Umberto I, dove nel 1967 acquisisce la libera docenza in ematologia.
Dopo un incontro con Jean Bernard, ematologo dell'Hòpital Saint-Louis di Parigi, decide di seguirlo per apprendere tecniche e terapie all'avanguardia nella cura dei tumori del sangue. Tornato a Roma potenzia il reparto di ematologia al Policlinico Umberto I e apre il primo day hospital nel 1970.
Dal 1979 al 2003 dirige, sempre a Roma, il centro di ematologia dell'Università Sapienza, da lui creato con reparti ospedalieri di ricovero per anziani, adulti e bambini, centro trapianti di cellule staminali, ambulatori, servizio per le malattie emorragiche e trombotiche, pronto soccorso ematologico funzionante 24 ore su 24.
Nel 1982 fonda il Gruppo Italiano Malattie Ematologiche dell'Adulto, GIMEMA, con il coinvolgimento di un gruppo di centri di ematologia italiani. Il GIMEMA, di cui Mandelli è presidente dal 1998, è una fondazione ONLUS. Nel 1982 crea a Roma il primo centro pubblico per il trapianto di midollo osseo.
Fondatore dell'AIL, una rete di volontariato composta da medici, infermieri, crocerossine, tecnici di laboratorio, ne diventa presidente nel 2004.
Dal 2011 è stato professore emerito di ematologia dell'Università Sapienza di Roma.
Mandelli è stato promotore di campagne per raccogliere fondi a favore della cura di leucemie e per finanziare la ricerca scientifica: Angeli sotto le stelle, un gran galà televisivo con raccolta fondi e Trenta ore per la vita, una maratona televisiva per raccogliere fondi in favore dell'AIL, la sottoscrizione del Messaggero, la Partita del cuore giocata allo stadio Olimpico di Roma, il concerto di José Carreras, le campagne Stelle di Natale e Uova di Pasqua che si svolgono nelle maggiori piazze italiane. Ha inoltre sostenuto l'insediamento della Casa AIL Residenza Vanessa, una struttura che ospita gratuitamente i pazienti ematologici provenienti dall'Italia e da paesi stranieri, accompagnati da un familiare. La casa porta il nome di Vanessa, una ragazza morta di leucemia mieloide cronica.
Ha al suo attivo circa 750 pubblicazioni scientifiche.
Mandelli si è spento a Roma il 15 luglio 2018, all'età di ottantasette anni.

## Ricerca
Tra le ricerche svolte presso il GIMEMA due in particolare riguardano il mieloma multiplo. La prima ha dimostrato la possibile efficacia di una cura di mantenimento nel mieloma con un farmaco non tossico, l'interferone. La seconda, aggredisce la malattia attraverso l'utilizzo di un farmaco a dosi molto superiori rispetto a quelle utilizzate normalmente, anche a costo di riduzioni importanti dei globuli bianchi e delle piastrine. Questa pratica è stata utilizzata in molti protocolli nel mondo.

## Riconoscimenti
Mandelli nel 1987 ha ricevuto dall'Accademia Nazionale dei Lincei il “Premio Nazionale per l'Oncologia”.
Nel 2001 ha ricevuto il premio “Adriano De Zan”, istituito dal Comune di Camaiore e dal Comitato Gran Premio Città di Camaiore con l'adesione della famiglia De Zan ed il patrocinio della RAI, per ricordare il grande telecronista scomparso in seguito ad una forma di leucemia.
Nel 2009 ha ricevuto il Premio nazionale Andrea Fortunato nella categoria medicina.